# Municipio de Macomb City
El municipio de Macomb City (en inglés: Macomb City Township) es un municipio ubicado en el condado de McDonough en el estado estadounidense de Illinois. En el año 2010 tenía una población de 19288 habitantes y una densidad poblacional de 669,41 personas por km².

## Geografía
Según la Oficina del Censo de los Estados Unidos, el municipio tiene una superficie total de 28.81 km², de la cual 27.7 km² corresponden a tierra firme y (3.87%) 1.12 km² es agua.

## Demografía
Según el censo de 2010, había 19288 personas residiendo en el municipio de Macomb City. La densidad de población era de 669,41 hab./km². De los 19288 habitantes, el municipio de Macomb City estaba compuesto por el 85.77% blancos, el 8.16% eran afroamericanos, el 0.23% eran amerindios, el 2.44% eran asiáticos, el 0.01% eran isleños del Pacífico, el 0.99% eran de otras razas y el 2.41% pertenecían a dos o más razas. Del total de la población el 3.63% eran hispanos o latinos de cualquier raza.